# Жаголич
Жаголич (словен. Žagolič) — невелике поселення на північний захід від с. Цол в общині Айдовщина. Висота над рівнем моря: 763,3 метрів.